# Z-13埃里希·克尔纳号驱逐舰
Z-13“埃里希·克尔纳”号（德語：Z 13 Erich Koellner）是德国国家海军暨战争海军于1930年代中期建造的十六艘1934级驱逐舰之一，得名于在一战中阵亡的原德意志帝国海军第8扫雷艇半区舰队司令、海军上尉埃里希·克尔纳。该舰于1935年10月12日开始在基尔的日耳曼尼亚船厂铺设龙骨，1937年3月18日下水，在二战爆发时尚未完工，至1939年8月29日才交付使用。1940年初，它在英国海岸成功执行了两次布雷出击，导致六艘商船沉没。在挪威战役的早期阶段，Z-13号于1940年4月中旬参加了两次纳尔维克海战，并在第二次战斗中遭到英国驱逐舰的严重破坏。该舰随即由其船员自行凿沉。

## 设计
Z-13“埃里希·克尔纳”号的水线长和全长分别为114米和119米，有11.3米的舷宽以及最大4.23米吃水深度；其设计排水量为2,270吨，满载时则可达3,190吨。该舰由两台瓦格纳齿轮传动蒸汽轮机提供动力，各负责驱动一副直径为3.25米的三叶螺旋桨。过热蒸汽则由六台本森强制循环锅炉供应，这使得它在70,000匹軸馬力（52,000千瓦特）额定功率下的设计航速为36節（67每小時）。Z-13号最多可贮存752吨燃料油，理论上能够以19節（35每小時）的速度的巡航4,400海里（8,100），但实际它在运用过程中重心过高，30%的燃料必须作为压舱物保留在舰内。事实证明，19节航速时的有效行程仅为1,530海里（2,830）。舰只的标准船员编制为10名军官和315名水兵，在担任区舰队旗舰时还可额外增加4名军官和19名水兵。
该舰装备有五门127毫米34式速射炮，架设在带有炮挡的单装炮座上。其中舰艛的前后各有两门采用背负式布置，第五门则安装在后部舰艛的顶端，并从前到后编为1至5号。防空武器由安装在与后部烟囱并排的一对双联装炮座上的四门37毫米30式速射炮和六门单座20毫米30式高射炮组成。此外，该舰还在中心线上的两个四联装动力操纵式底座上安装有八具533毫米鱼雷发射管，每个底座配备一对重新装填装置。四个深水炸弹发射器则安装在艉后部甲板室的侧面，再辅以舰艉两侧的六具单装深水炸弹支架，合共可携带32或64枚炸弹。布雷轨道安装在后甲板，最多可贮存60枚水雷。作为探测潜艇的工具，舰上也搭载有一套称为“群听装置”的被动式水听器。

## 历史
Z-13“埃里希·克尔纳”号得名于1918年4月20日指挥M-64号扫雷艇在霍夫登水域触雷阵亡的第8扫雷艇半区舰队司令、德意志帝国海军上尉埃里希·克尔纳。它于1935年1月9日由德国国家海军所订购，自同年10月12日开始在基尔的日耳曼尼亚船厂铺设龙骨，建造序列为539。该舰于1937年3月18日下水，至1939年8月28日竣工。当第二次世界大战爆发时，Z-13号仍在进行海试，直到1940年1月初才开始服役，当时它被编入第8驱逐支舰队。1月10日至11日夜间，在支舰队司令、海军中校埃里希·拜的指挥下，Z-13号及其姊妹舰Z-8“布鲁诺·海涅曼”号和Z-9“沃尔夫冈·岑克尔”号前往克罗默周边布下雷区，三艘总计11,155总吨的商船因此而沉没。这三艘驱逐舰于2月9日至10日夜晚再次出击，进入克罗默附近的海斯伯勒沙洲并布设了157枚水雷，造成另外三艘商船沉没，共计11,855总吨。2月22日，在试图前往多格滩拦截英国拖网渔船的“维京行动”中，两艘德国驱逐舰在据称无水雷的航道中撞上了英国人新布设的水雷并沉没。Z-13号在从两艘沉船上营救幸存者时导致1名船员落水，但成功救起了24人。

### 挪威战役

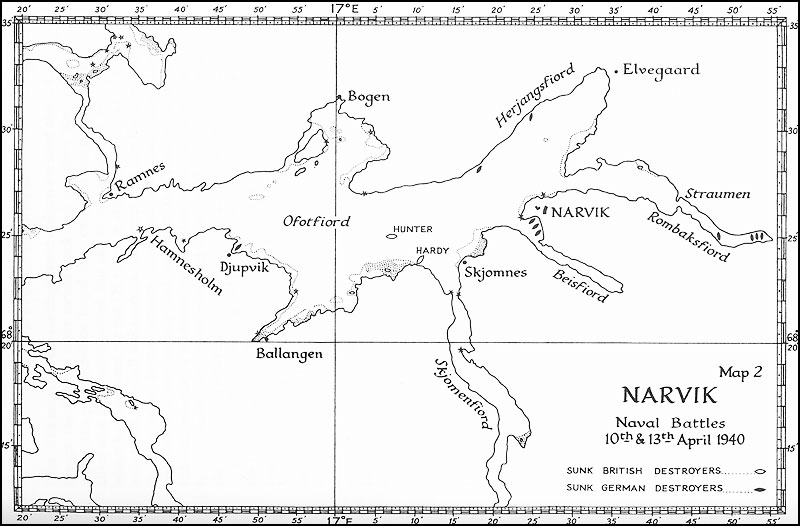
奥福特峡湾地图

在1940年4月“威悉演习行动”的挪威战役期间，该舰被编入第一集群，任务是运送第139山地猎兵团和第3山地师的指挥人员夺取纳尔维克。相关舰只于4月6日开始装载部队，并于第二天启航。Z-13号在途中遭到风暴侵袭，有两人被冲入海中丧生。4月9日清晨，当它们抵达纳尔维克以西的奥福特峡湾时，隶属第4驱逐区舰队的Z-9号、Z-12“埃里希·吉泽”号和Z-13号在拜中校的指挥下，奉命转往赫扬斯峡湾（奥福特峡湾的北部分支）让部队登陆，以夺取挪威陆军在埃尔沃加勒斯穆恩的军械库。部队几乎没有遇到抵抗，但登陆速度很慢，因为只有一个木制栈桥可供使用。当天晚些时候，Z-13号移至纳尔维克港湾，但由于无法加油，它又受命在黎明前与其姊妹舰Z-9号和Z-12号一同返回赫扬斯峡湾。
4月10日黎明前不久，英国第2驱逐区舰队的五艘驱逐舰突袭了在纳尔维克港内的五艘德国驱逐舰。英国人用鱼雷击沉了其中的两艘，严重击损了另外三艘，而他们自己只受到轻微的伤害。当他们开始撤退时，遇到了拜中校麾下的Z-9号、Z-12号和Z-13号，这三艘舰在英国人开始进攻时便在赫扬斯峡湾收到了警报。德军率先开火，但由于雾霭和英国人沿奥福特峡湾撤退时施放的烟幕，双方的火力都没有发挥作用。为了躲避从纳尔维克一艘驱逐舰射出的三枚鱼雷，三艘德舰不得不掉头离开。Z-12号和Z-13号的燃料已经非常不足，三者的弹药也快消耗殆尽，于是拜中校决定不再继续追击英舰，因为对方正受到第一集群最后两艘驱逐舰——Z-2“格奥尔格·蒂勒”号和Z-11“贝恩德·冯·阿尼姆”号的攻击。
4月10日下午，拜中校接到命令，当天傍晚率领所有适航驱逐舰返回德国，但Z-13号需要更多的时间加油和修理。相关工作于第二天完成，当晚，该舰奉命在奥福特峡湾入口处巡逻，执行警戒任务。它于午夜前不久搁浅，并开始通过受损的船壳板进水，遂于4月12日上午返回纳尔维克。德国人无法利用既有的资源来修复Z-13号，因此将其部署至位于奥福特峡湾入口处、拉姆内斯水道旁的托尔斯塔德，充当一座浮动炮台，以防英国人的攻击。托尔斯塔德的水位太浅，无法使用鱼雷，所以它们被卸下，转移到其姊妹舰Z-6“特奥多尔·里德尔”号和Z-11号舰上。Z-13号的大部分燃料也转移给了它们，90名不需要的人员则被安置上岸。
拜中校于4月12日夜晚收到情报，预计翌日将有大批驱逐舰和舰载机护航的英国主力舰发动攻击。敌方战列舰厌战号和九艘驱逐舰于4月13日如期出现，却比拜中校预计的要早，使得阵位中的德国人措手不及。Z-13号未及抵达托尔斯塔德，时任舰长、海军中校阿尔弗雷德·舒尔策-欣里希斯决定在峡湾南侧的德尤普维克附近抛锚。当英国舰艇接近时，Z-13号被来自厌战号的海象侦察机发现，因此当它们绕过Z-13号藏身的陆岬时，英国的领头驱逐舰已做好了充分的准备。在2,500米的极近射程内，三艘英舰能够用轻型自动武器压制德舰的火炮，它们点燃了Z-13号，并用鱼雷炸毁了它的舰艏。厌战号射出的15英寸（380）半穿甲弹尽管没有引爆便穿透了舰体，但每次都能使它明显倾侧。Z-13号共有31名船员阵亡、34人受伤，而英舰则无一受损。不久之后，Z-13号在辅机舱内引爆了一枚深水炸弹而自沉。战斗结束后，包括舒尔策-欣里希斯在内的155名官兵被挪威军队俘虏。被俘的官兵首先被关押在芬马克的瓦尔德胡斯要塞，后来被转移到特罗姆斯的斯科尔帕战俘营，直到挪威战役结束后才获释。舰只残骸则于1963年被打捞上岸并拆解报废。